# Across The Years
Across The Years est une série d'ultramarathons de plusieurs jours qui se déroulent du 28 décembre au 1er janvier de chaque année à l'extérieur de Phoenix, en Arizona. Il se compose d'une course de 24 heures, d'une course de 48 heures, d'un 72 h et d'un 6 jours. La course de 6 jours a été réintroduite pour l'édition 2013-2014.

## L'organisation
Toutes les courses se déroulent sur une boucle de 1,05 miles (1 690 m) au Camelback Ranch (en) à Glendale, en Arizona. Le 6 jours débute le 28 décembre et se termine le 3 janvier. Le 72 h commence à 9 heures du matin, le 29 décembre et se termine à 9 heures du matin, le 1er janvier. Le 24 h commence le 31 décembre pour se terminer le 1er janvier. La course de 48 heures commence le 30 décembre.
Cette course est devenue très populaire ces dernières années et, par conséquent, jusqu'en 2010, les participants chanceux sont sélectionnés grâce à une loterie pour avoir l'occasion de participer. Cependant, en raison de la capacité accrue du Camelback Ranch en 2011, la loterie est supprimée et l'inscription est de nouveau proposée à tous selon le principe du premier arrivé, premier servi.
Fondé en 1983 par Harold Sieglaff, l'événement change au cours des années avec l'emplacement ainsi que l'organisation. Au cours de sa première année, des courses de 6 et 12 heures sont proposées. Au cours de l'événement 1999-2000, un 6 jours est ajouté et réintroduit en 2013-2014. Jusqu'en 1993, les courses ont lieu au Washington High School (en) à Phoenix, après quoi elle est déplacée à différents endroits, y compris une boucle certifiée de 500 mètres chez Nardini Manor à Buckeye, de 2003 à 2010. Elle a lieu à Camelback Ranch à Glendale à partir de 2011.

## Meilleures performances
Statistiques d'Across The Years d'après la Deutsche Ultramarathon-Vereinigung (DUV) :
| course  | homme          | âge | résultat      | km      | année | femme           | âge | résultat      | km      | année |
| ------- | -------------- | --- | ------------- | ------- | ----- | --------------- | --- | ------------- | ------- | ----- |
| 24 h    | Joseph Gaebler | 26  | 145,401 miles | 234     | 2002  | Stephanie Ehret | 40  | 130,490 miles | 210     | 2003  |
| 48 h    | John Geesler   | 44  | 248,550 miles | 400     | 2003  | Fumie Sata      | 42  | 215,310 miles | 346,5   | 2003  |
| 72 h    | Joe Fejes      | 47  | 329,640 miles | 530,504 | 2012  | Marylou Corino  | 35  | 265,600 miles | 427,441 | 2013  |
| 6 jours | Joe Fejes      | 48  | 555,361 miles | 893.766 | 2013  | Sue Scholl      | 42  | 437,769 miles | 704,520 | 2014  |

Début 2015, Christian Mauduit réalise la meilleure performance française en terminant 2e, réalisant 871,781 km derrière David Johnston avec 886,986 km.